# 马克斯·玻恩
馬克斯·玻恩（1882年12月11日—1970年1月5日）是德國理論物理學家與數學家，對量子力學的發展做出了重要貢獻，在固體物理學及光學方面也有所建樹。此外，他在20世紀20年代至30年代間培養了大量知名物理學家。1954年，玻恩因「在量子力學領域的基礎研究，特別是對波函數的統計詮釋」而獲得諾貝爾物理學獎。
玻恩於1882年生於德意志帝國布雷斯勞（今波蘭弗羅茨瓦夫），1904年進入哥廷根大學。他在那裡完成了有關湯姆森原子模型的論文。1918年，他與弗里茨·哈伯對金屬與鹵素形成離子化合物的過程進行了探討，後來此機制被命名為玻恩-哈伯循環。
第一次世界大戰期間，玻恩先被任命為無線電操作員，後轉向研究循聲定位技術。1921年，玻恩回到哥廷根，此後十餘年領導哥廷根成為當時的物理學研究中心之一。1925年，玻恩與維爾納·海森堡共同提出了量子力學的矩陣力學表述。翌年，他又為薛丁格方程式中的ψ*ψ給出了後來成為學界標準的機率密度函數詮釋。他因這一成就於1954年獲得諾貝爾獎。在哥廷根期間，玻恩還提拔了許多後進，栽培了大量知名物理學家。
在國家社會主義德意志勞工黨（即纳粹党）於1933年1月掌權後，身為猶太裔的玻恩遭到了停職。他隨即移居英國，在劍橋大學聖約翰學院謀得職位。1936年10月，玻恩成為愛丁堡大學的泰特自然哲學教授。他在退休後移居西德的巴特皮爾蒙特，後於1970年1月5日在哥廷根的醫院病逝。

## 早年

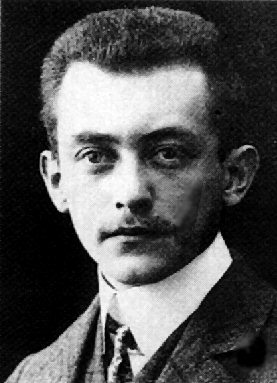
年輕時的玻恩

馬克斯·玻恩於1882年12月11日生於德意志帝國普魯士王國西利西亞省布雷斯勞（今波蘭弗羅茨瓦夫）的一個猶太裔家庭。父親古斯塔夫·雅各布·玻恩是一名解剖學與胚胎學的專家，於腓特烈·威廉布雷斯勞大學（今弗羅茨瓦夫大學）擔任胚胎學教授；母親瑪格麗特（格雷琴）·考夫曼（Margarethe (Gretchen) née Kauffmann）則來自西利西亞的實業家家庭，在玻恩4歲時去世。玻恩有一個小他兩歲的妹妹凱特（Käthe），以及由父親繼室所生的弟弟沃爾夫岡（Wolfgang）。沃爾夫岡後來成為了紐約市立學院的藝術史教授。
1901年，玻恩自布雷斯勞的威廉國王文理中學畢業，進入腓特烈·威廉布雷斯勞大學。由於當時德國的大學制度允許學生在大學間轉學，所以他在海德堡大學度過了1902年的夏季學期，在蘇黎世大學度過1903年的夏季學期。玻恩透過腓特烈·威廉布雷斯勞大學的同學奧托·特普利茨以及恩斯特·黑林格得知了有關哥廷根大學的相關資訊後，於1904年4月啟程前往哥廷根。在哥廷根大學，玻恩結識了費利克斯·克萊因、大衛·希爾伯特和赫爾曼·閔考斯基等三位聲名卓著的數學家：在到達哥廷根後不久，玻恩即與後兩位學者建立了非常深厚的關係。從第一堂課起，希爾伯特就意識到了玻恩超常的能力，並讓他作為自己的講座抄錄員，為哥廷根大學的學生數學閱覽室記錄課堂筆記。抄錄員這份工作使得玻恩開始與希爾伯特進行定期且非常有價值的交流。希爾伯特慷慨地向玻恩傳輸自己的智慧與學識。他後來成為了玻恩的導師，並選擇玻恩成為首個無薪酬、半官方的助教。玻恩透過其繼母（她在柯尼斯堡上舞蹈課時與閔考斯基認識）結識了閔考斯基。閔考斯基常在周日邀請玻恩一起到家裡共進晚餐。此外，在擔任抄錄員與助教時，玻恩還常在希爾伯特的家裡見到閔考斯基。
玻恩與克萊因的關係則有些微妙。他曾經參加過由克萊因以及兩位應用數學教授──卡爾·龍格與路德維希·普朗特──組織的函數彈性研討班。儘管對於這個主題並不是很感興趣，玻恩基於課程需求還是必須提交報告。他使用了希爾伯特的變分法，利用兩端固定的線繩形成彎曲結構，展示線繩在哪種情形下會是最穩定的。克萊因對於他的報告印象深刻，並邀請他提交一份有關「平面與空間中彈性線之穩定性」的學位論文。克萊因對這個問題非常熟悉，並準備將這個問題作為那一年的哲學科獎金主題。獲獎者可以獲得博士學位。由於應用數學並不是玻恩感興趣的領域，所以他一開始拒絕了這份意向，克萊因因此覺得大受冒犯；不過懾於克萊因足以左右自己學術生涯的能力，玻恩感覺不得不接受邀請。由於克萊因拒絕指導，玻恩請求龍格擔任論文指導教師。 沃尔德马·福格特與卡爾·施瓦西也對他做了指導。在論文中，他提出了穩定性條件的方程式。由於對此問題興趣漸深，玻恩還專門組建了儀器來驗證預測。1906年6月13日，院長宣布玻恩贏得了獎金。一個月後，他通過了口試，取得了極優等數學哲學博士學位。
畢業後，玻恩不得不去服兵役（之前他因為學生的身份得以緩徵）。玻恩於駐紮在柏林的德國陸軍「俄國皇后亞歷山德拉」第二近衛龍騎兵團中服役；由於入伍後不久即患上哮喘，他被迫於1907年1月退伍。退伍後，玻恩前往英國，並被劍橋大學岡維爾與凱斯學院錄取，在卡文迪許實驗室中接受約瑟夫·湯姆森、喬治·瑟爾及約瑟夫·拉莫爾的指導進行約半年的物理學研究。返德後，玻恩重新受到軍方徵召，進入「大選帝侯」第一近衛胸甲騎兵團服役，但在短短六週後因為健康因素再度退伍。後他回到布雷斯勞，在奧托·盧默與恩斯特·普林斯海姆的指導下工作，以獲得物理學的特許任教資格。但因為玻恩在黑體實驗中的一次失誤導致冷卻水管破裂，使得實驗室被水淹沒。盧默對他大加指責，並認為他永遠不能成為物理學家。
1905年，阿爾伯特·愛因斯坦發表了有關狹義相對論的論文論動體的電動力學。玻恩對此很感興趣，並開始研究這一問題。儘管在發現閔考斯基也在研究相關問題時一度倍感壓力，不過在向閔考斯基匯報結果後，閔考斯基邀請他去哥廷根一同進行特許任教資格論文的相關研究。玻恩接受了邀請。特普利茨幫他溫習了矩陣代數，使玻恩能夠處理用於協調相對論與電動力學的四維閔考斯基時空矩陣。玻恩與閔考斯基合作融洽，並取得了許多成果；然而閔考斯基卻因闌尾炎於1909年1月12日猝逝，享年45歲。數學系學生一致推舉玻恩作為代表在他的葬禮上致辭。幾週後，玻恩在哥廷根數學學會的會議上呈示了他們經理論推導而出的結果，但不久即受到當時不承認相對論的克萊因與馬克斯·亞伯拉罕等人的公然質問，使他的講座被迫中止；不過希爾伯特與龍格卻對玻恩的工作很感興趣，與玻恩經過幾次討論後，接受了他的結果的真實性，並勸他重啟講座，這次他沒有受到干擾。沃伊特也主動協助玻恩完成特許任教資格的論文。玻恩之後將他的講座整理為一篇題為相對論運動學中的剛體理論的論文，在文中引入了玻恩剛性這一概念。玻恩在同年10月23日提交了有關湯姆森原子模型的特許任教資格論文，獲得了特許任教資格。

## 研究生涯

### 柏林和法蘭克福

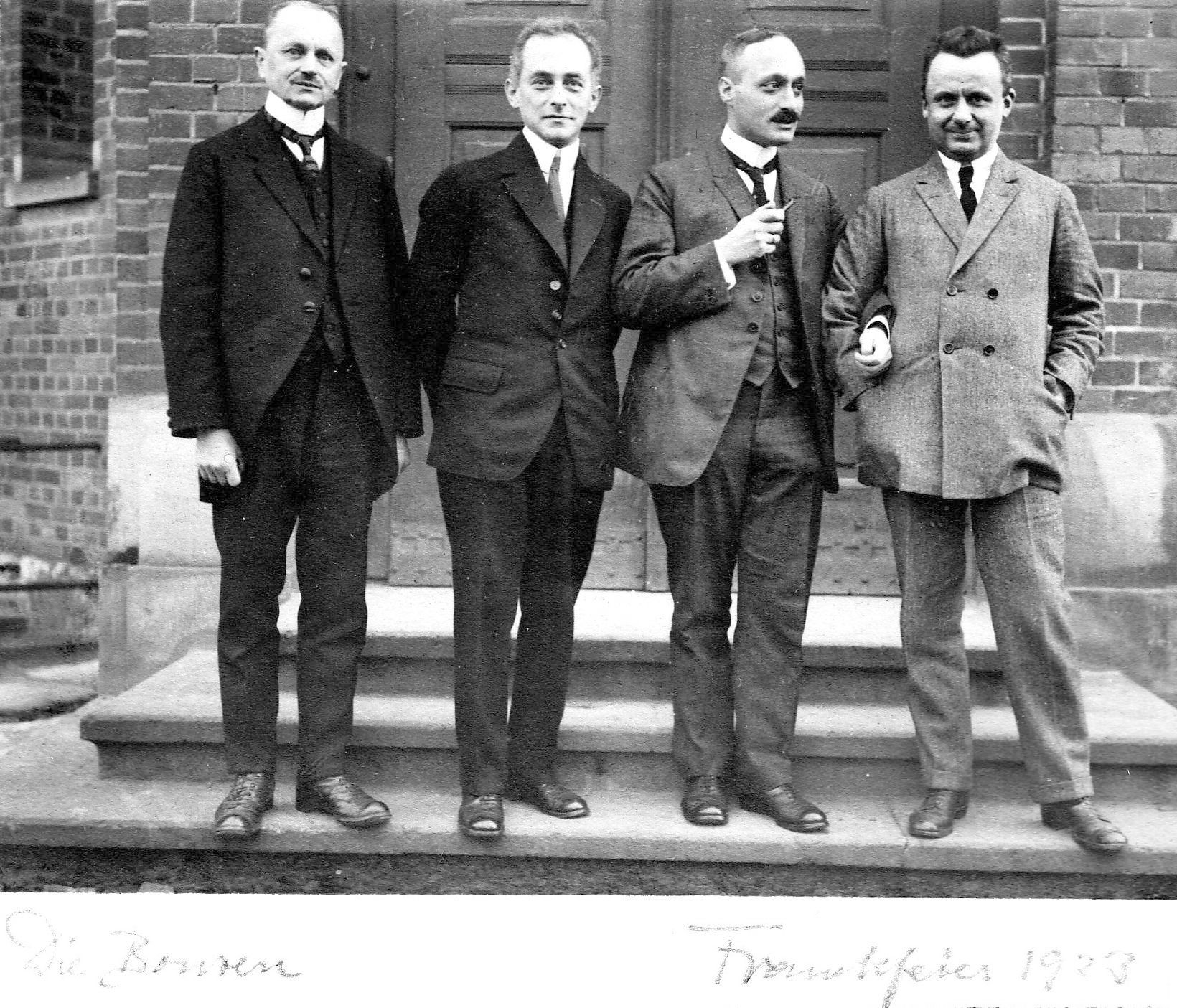
馬克斯·萊許 (物理學家)、玻恩、詹姆斯·弗兰克和羅伯特·波爾（自左至右），1923年攝於哥廷根

玻恩成為了哥廷根的無俸講師。在哥廷根期間，玻恩居住於由安妮修女開設、位在達爾曼街（Dahlmannstraße）17號的寄宿公寓。公寓以各住戶名字的前數個字母命名：「El」指埃拉·菲利普森（Ella Philipson，醫學生），「Bo」指玻恩（Born）與漢斯·博爾薩（Hans Bolza，物理學生），「Ka」指西奧多·馮·卡門（Theodore von Kármán，當時是無俸講師），「Re」則指阿爾布雷希特·倫納（Albrecht Renner，醫學生）。量子場論的推動者之一、物理學家阿諾·索末菲的學生，同時還擔任希爾伯特助教的保羅·彼得·埃瓦爾德也是公寓的常客。當時還是無俸講師的理查·科朗特將這群人稱為「內團體」。
1912年，玻恩遇見了卡爾·龍格之女艾莉絲·龍格的好友海德薇（赫迪）·埃倫伯格（Hedwig (Hedi) Martha Ehrenberg），其父母分別為時任萊比錫大學教授、法學家維克多·埃倫伯格和埃莉斯·凡·耶林（Elise von Jhering，法學家魯道夫·馮·耶林之女）。海德薇的父親是猶太人，不過在結婚時改信信義宗。儘管對於宗教信仰並不那麼熱忱，但玻恩一開始還是拒絕改宗。二人在1913年8月2日結婚，婚禮採花園式儀式。不過玻恩最終還是在次年3月由主持他婚禮的牧師施洗，改信信義宗。玻恩覺得「宗教懺悔和教會並不重要」。他之所以做出這一決定的部分原因是順從他妻子的要求，另一部份原因是他希望能藉此融入德國社會。二人婚後共育有艾琳（Irene，1914年生）、格里特利（Gritli，1915年生）兩個女兒，和古斯塔夫（1921年生）一個兒子。
到了1913年底，玻恩已經發表了27篇論文，其中包括論述相對論與晶格動力學的重要文章（其中三篇是與西奧多·馮·卡門合著的），這些文章後來結集成書出版。1914年，玻恩受到馬克斯·普朗克的邀請擔任柏林大學新設立的理論物理學系的臨時教授。這個職位原本是要提供給馬克斯·馮·勞厄的，但勞厄拒絕出任。玻恩接受了普朗克的邀請。但不久之後，第一次世界大戰爆發了。翌年，玻恩即被編入陸軍信號部隊，擔任無線電操作員。同年10月，他加入了陸軍駐柏林的炮兵研發機構「炮兵測試委員會」，在魯道夫·拉登堡的領導下研究循聲定位技術。在柏林，玻恩認識了阿爾伯特·愛因斯坦，二人成為了一生的摯友。1918年11月，在一戰停戰後不久，普朗克即把玻恩從陸軍調離。當月，玻恩巧遇了弗里茨·哈伯，兩人討論了金屬與鹵素形成離子化合物的過程，後來此機制被命名為玻恩-哈伯循環。
在玻恩接任柏林大學的教職前不久，馮·勞厄改變了心意，決定接受任命。他與玻恩進行了協商，之後教育部門為他們調換了工作。1919年4月，玻恩成為法蘭克福大學的常任教授以及理論物理學研究所主任。在那裡，他受到了哥廷根大學的邀請，接替彼得·德拜擔任物理研究所的主任。「無論你到哪裡，」愛因斯坦對他說道，「理論物理學就會在那蓬勃生長。德國現在不會再有另一個玻恩了。」在與德國教育部協商後，玻恩為他的摯友詹姆斯·法蘭克在哥廷根安排了實驗物理學教授的職位。

### 哥廷根

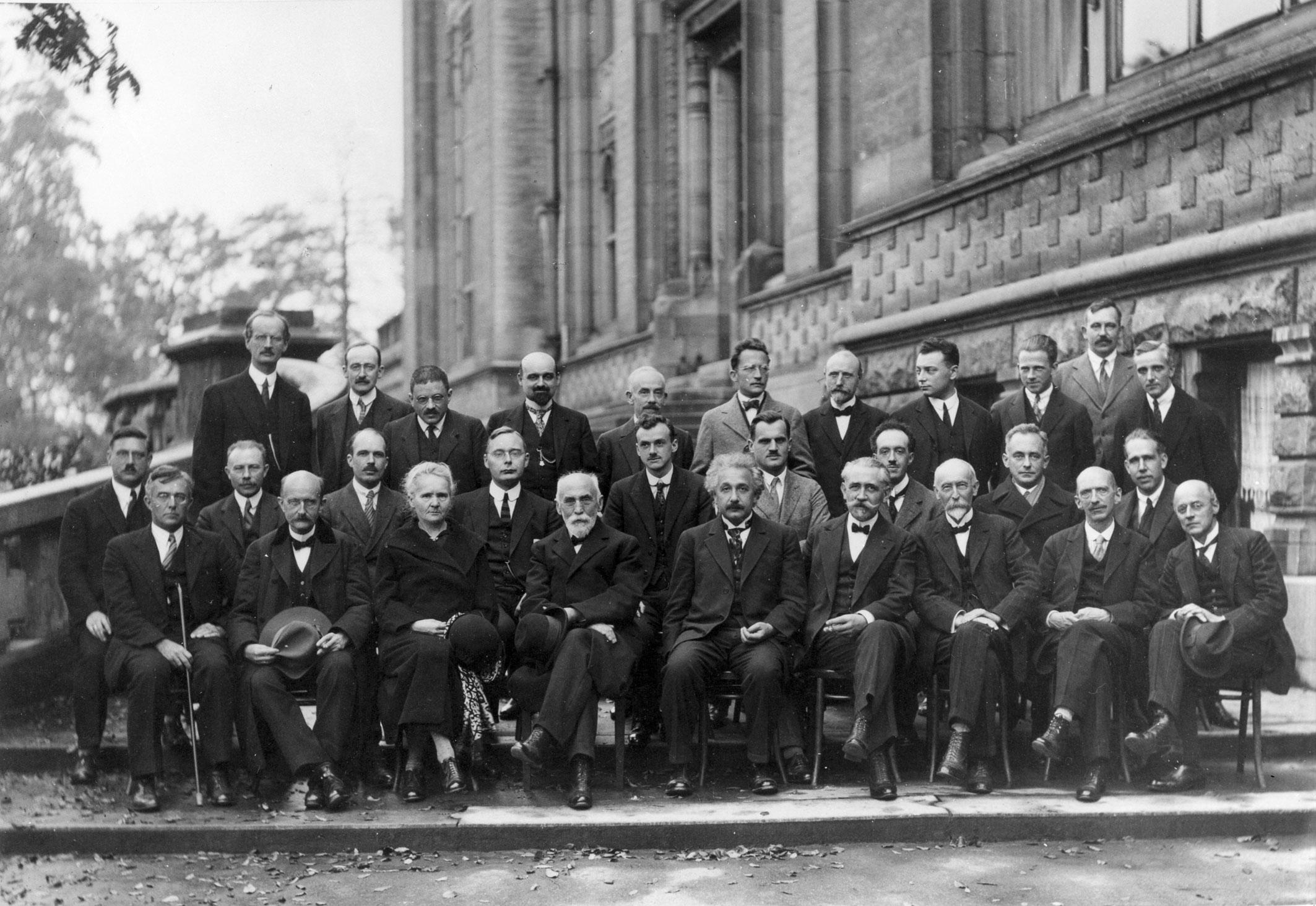
1927年索爾維會議與會者合影，其中第二排右數第二位即玻恩。坐在他兩側的分別是路易·德布羅意與尼爾斯·波耳

自1921年到1933年間，玻恩與法蘭克一同為哥廷根大學工作長達12年。玻恩經常與法蘭克交換關於基礎科學概念的看法，這對於他的教學以及研究都有極大的幫助。此外，玻恩與時任慕尼黑大學理論物理學常任教授、理論物理研究所主任的阿諾·索末菲也合作密切。兩人不僅僅與其他實驗物理學家共同交流，驗證、精進他們的理論，索末菲還在1922年出訪美國時將他的學生維爾納·海森堡引薦給玻恩作為玻恩的助手。海森堡於1923年到達哥廷根，翌年在玻恩指導下得到特許任教資格，成為哥廷根的無俸講師。
1919年至1920年間，玻恩對愛因斯坦的相對論遭到大量批評和反對意見感到不滿，於是在1919年冬發表了一些演講，以聲援愛因斯坦。玻恩同時也透過演講獲得了收入，對其在接下來一年通貨膨脹期間的支出有所幫助。玻恩的德文演講經編集成書後於1920年以《愛因斯坦之相對論及其物理基礎》之名出版，愛因斯坦也收到了一份。這本書籍於1922年三版，英文譯本則於1924年發行。在書中，玻恩將光速以曲率函數的形式呈現：「在某些方向上，光速較其常值大得多，其他物體亦如是。」
1925年，玻恩與海森堡共同提出了量子力學的矩陣力學表述。那一年的7月9日，海森堡向玻恩提交了一份題為對於運動學和動力學關係的量子再詮釋的論文，希望他能在論文發表前協助審閱。在這篇文章中，海森堡避免以雖具體但不可觀測的電子軌道，而是以採用兩個腳標表示躍遷前後狀態的躍遷機率來表述量子理論。在玻恩閱讀論文的過程中，他發現海森堡的理論可以利用他在腓特烈·威廉布雷斯勞大學學習到的矩陣概念轉述。
矩陣在那個時代很少被物理學家用到，而常被納入純數學範疇內。古斯塔夫·米曾於1912年在一篇電動力學的論文中用過矩陣，玻恩本人則在1921年的一篇關於晶格理論的論文中用過矩陣。不過除了少數的例外，矩陣代數與其乘法在玻恩與海森堡提出量子力學的矩陣力學的表述之前都沒有納入物理學的範圍之中。在助手帕斯夸爾·約爾旦的協助下，玻恩在不久後即開始改寫並擴展海森堡的理論，並在海森堡的文章發表僅60天後即發表了他們的結果，隨後在年底前三人又聯合發表了一篇文章。結果是以下這個等式：
{\displaystyle pq-qp={h \over 2\pi i}I}
在此等式中，p和q分別代表位置與動量矩陣，I則是單位矩陣。會有如此結果，是因為矩陣乘法並不遵守交換律。此式的發現完全歸功於玻恩，他發現不在對角線上的元素全都是零。玻恩認為他與約爾當合寫的文章包含了「量子力學與其電動力學之延伸中最為重要的原理」。同時，這篇文章也為海森堡的方法奠定了堅實的數學基礎。
此時，保羅·狄拉克也在沿著與海森堡類似的思路發展量子理論。不久之後，沃爾夫岡·包立利用矩陣計算得出了氫原子的能量值，發現與波耳模型預測的結果相同。埃爾溫·薛丁格也做出了重要的貢獻，試圖使用波動力學處理問題。波動力學在當時對許多人有很大的吸引力，因為這一理論提供了回歸古典物理決定論的可能性。玻恩卻並不認為如此，因為這與實驗事實並不吻合。1926年7月，他為薛丁格方程式中的ψ*ψ給出了後來成為學界標準的機率密度函數詮釋。
在1926年12月4日一封寫給玻恩的信中，愛因斯坦對量子力學做出了一道著名的評述：
量子力學固然是堂皇的。然而我的內心中卻有一道聲音告訴我，它還不是那回事。這理論說了很多，但並沒有真正的帶領我們更加接近「那位老頭子」的秘密。我，無論如何，深信「那位老頭子」不是在擲骰子。

這段話後來常被引用為「上帝不擲骰子」。
1928年，愛因斯坦提名海森堡、玻恩和約爾當為諾貝爾物理學獎候選人。不過海森堡在1932年因「創立量子力學，以及由此導致的氫的同素異形體的發現」單獨獲獎，而薛丁格與狄拉克二人也在隔年因「發現原子理論的新的有用形式」共同獲獎。1933年11月25日，玻恩收到了海森堡的來信。海森堡在信中表示他對於自己一人得獎「問心有愧」，因為「工作是在哥廷根合作完成的——由您、約爾當和我。」海森堡接著說玻恩和約爾當對於量子力學的貢獻不會被「來自外界的錯誤決定」而改變。1954年，海森堡在撰寫一篇向普朗克致敬的文章中，將矩陣力學數學表述的最終成型歸功於玻恩和約爾當。他在其中強調了他們對於量子力學的功勞之大，並稱他們「沒有在公眾眼中得到充分的認識」。 
馬克斯·德爾布呂克、西格弗里德·弗呂格、弗里德里希·洪德、帕斯夸爾·約爾旦、瑪麗亞·格佩特-梅耶、洛塔爾·沃爾夫岡·諾德海姆、羅伯特·歐本海默以及維克托·魏斯科普夫等學者都曾在博士生階段受過玻恩的栽培；而恩里科·費米、維爾納·海森堡、格哈德·赫茨貝格、弗里德里希·洪德、帕斯夸爾·約爾旦、沃爾夫岡·包立、萊昂·羅森菲爾德、愛德華·泰勒以及尤金·維格納等學者也都做過他在哥廷根大學理論物理學研究所時期的助手。瓦爾特·海特勒於1928年成為了玻恩的助手，並在他的指導下於隔年獲得了特許任教資格。玻恩不僅能在工作中認識到這些人的才能，同時還能「讓那些巨星超越過他；對於那些不甚有天賦的，他也能耐心地分配給他們數量可觀卻又足以勝任的工作。」德爾布呂克與格佩特-梅耶之後也獲得了諾貝爾獎。

## 晚年

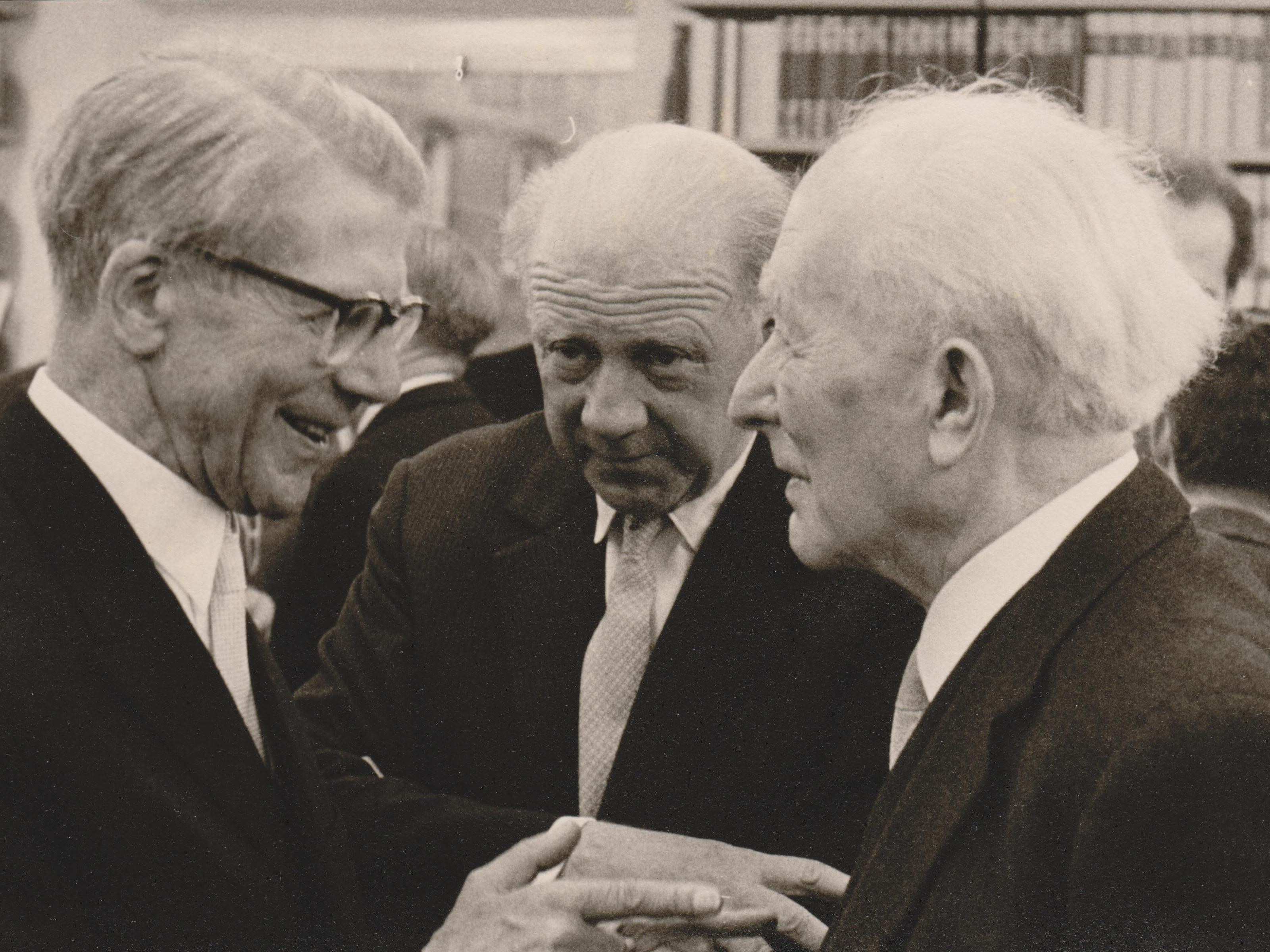
弗里德里希·洪德、維爾納·海森堡和玻恩（自左至右），1966年攝於哥廷根

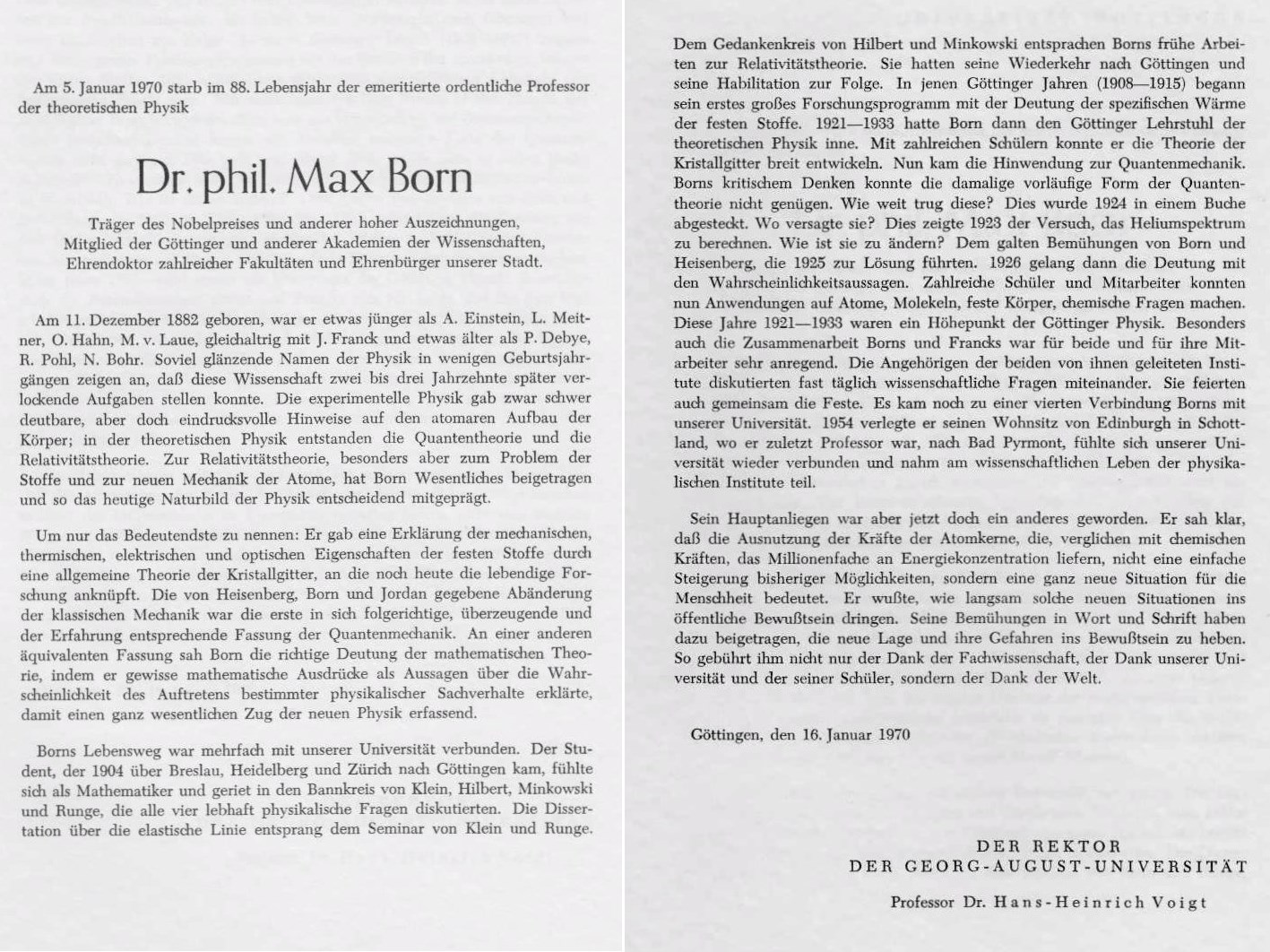
玻恩的訃告，由哥廷根大學校長漢斯·海因里希·沃格特於1970年1月16日發布

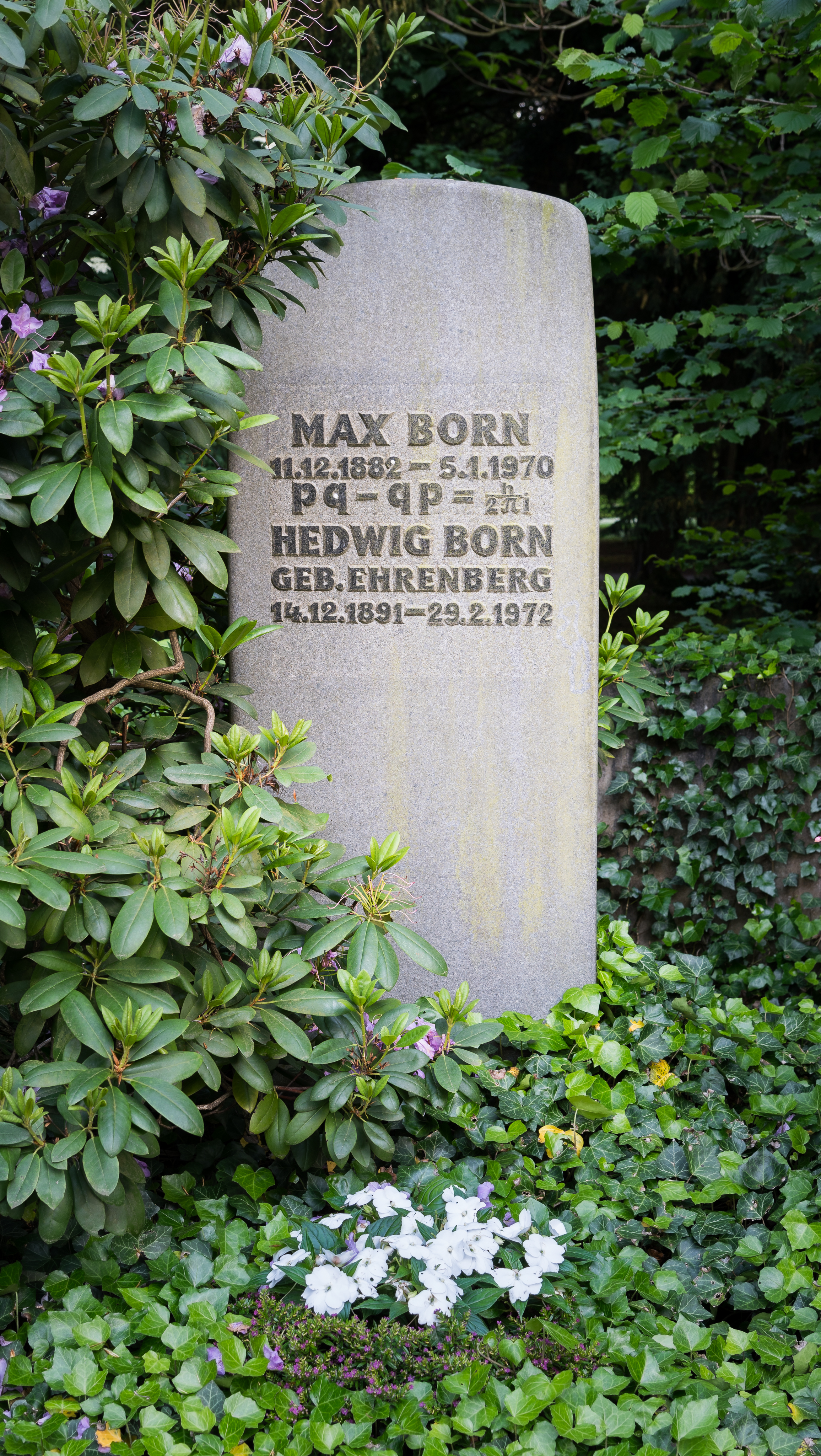
玻恩的墓碑，其上刻有經過他嚴格證明的不确定性原理

1933年1月，國家社會主義德意志勞工黨（即纳粹党）開始於德國執政；同年5月，玻恩與哥廷根大學的其他五名猶太裔教授遭到了帶薪停職，法蘭克此時則已經辭職。在此前的十二年間，他們將哥廷根塑造成了全球最重要的物理研究中心之一。玻恩開始另尋工作，並向當時身處約翰·霍普金斯大學的瑪麗亞·格佩特-梅耶及身處普林斯頓大學的魯道夫·拉登堡寫信求助，最終接受了劍橋大學聖約翰學院的邀請前往英國。在劍橋期間，玻恩撰寫了科普讀物《永不停息的宇宙》（The Restless Universe）以及出版後即成為標準教材的《原子物理》（Atomic Physics），後者再版次數多達七次。玻恩的家人之後跟隨他定居英國，膝下兩個女兒艾琳和格瑞特里也都在英國成家：艾琳嫁給了威爾斯人布林利·紐頓-強（Brinley Newton-John），格瑞特里嫁給了英格蘭人物理學家莫里斯·普賴斯；玻恩的孫輩則有歌手奧莉薇亞·紐頓-強、作曲家布雷特·戈德史密斯、歌手托蒂·戈德史密斯、賽車手愛默生·紐頓-強及歌手克蘿伊·蘿絲·拉坦齊等人。
由於玻恩在劍橋的職位只是臨時的，哥廷根方面也於1935年5月正式將他解僱，玻恩因而接受了錢德拉塞卡拉·拉曼的邀請，前往印度的班加羅爾。玻恩曾考慮在那裡長久任職，不過印度科學理工學院並沒有為他另設職位。1935年11月，玻恩一家被剝奪了德國國籍，成為無國籍人士；數周後，哥廷根大學撤銷了玻恩的博士學位。玻恩也曾考慮應彼得·列昂尼多維奇·卡皮察的邀請前往莫斯科，還因此接受了魯道夫·佩爾斯的俄裔妻子熱尼亞（Genia）教授的俄國課程，不過玻恩最終選擇接受查尔斯·高尔顿·达尔文的請求，接替他擔任愛丁堡大學的泰特自然哲學教授，於1936年10月履職。
在愛丁堡期間，玻恩推廣教學了數學物理。他有E·瓦爾特·凱勒曼（E. Walter Kellermann）和克勞斯·富赫斯兩名德裔助手，以及羅伯特·施拉普一名蘇格蘭裔助手，他們一起繼續對電子的行為進行研究。玻恩於1937年成為愛丁堡皇家學會院士，1939年成為皇家學會院士。1939年間，玻恩幫助許多當時仍滯留德國的親朋好友逃離德國，其中包含了他的妹妹凱特、他的親家庫爾特（Kurt）和瑪格（Marga），以及好友海因里希·勞斯·馮·特勞伯格的女兒。玻恩的妻子海德薇則在經營組織，幫助年輕的猶太女性就職。玻恩於1939年8月31日（即第二次世界大戰歐洲戰場全面開戰的前一天）歸化為英籍人士。
玻恩一直停留於愛丁堡至1952年。1954年，他移居至西德的巴特皮爾蒙特。當年10月，玻恩接到他獲得諾貝爾獎的通知。玻恩的同事一直沒有放棄提名他為候選人；法蘭克和費米曾分別於1947年和1948年以玻恩在晶格學上的工作提名他，此外玻恩還曾因他在固態物理學、量子力學等各式主題上的工作成果而被提名為候選人達數十次。最終在1954年，玻恩因他多年來獨自進行的「在量子力學領域的基礎研究，特別是對波函數的統計詮釋」與另一位物理學家瓦爾特·博特（因發現重合方法而獲獎）共同獲得當年的諾貝爾物理學獎。在玻恩的獲獎感言中，他回顧了他的工作的哲學內涵：
我相信所謂「絕對確度」、「絕對精度」以及「最終真理」等概念都只是鏡花水月，而不會為任何科學領域所容。從另一個角度上來講，任何斷言皆有可能是對的、也有可能是錯的，端看其理論基礎。這種對於思考留有餘地的做法，在我看來是現代科學給予我們最大的幸事。「只相信單一的事實，並堅信已掌握了它」是這個世界的萬惡之源。

退休後，玻恩仍持續進行科學研究，並著作了數本書籍。1955年，玻恩與其他數位科學家一同簽署了宣言《科學家要求廢止戰爭》（後多稱為《羅素-愛因斯坦宣言》）。1970年1月5日，玻恩在哥廷根的醫院病逝，終年87歲。他與瓦爾特·能斯特、威廉·韋伯、馬克斯·馮·勞厄、奧托·哈恩、馬克斯·普朗克以及大衛·希爾伯特等人同葬於下薩克森的哥廷根城市公墓。

## 榮譽
- 1920年，成為哥廷根科学院院士。

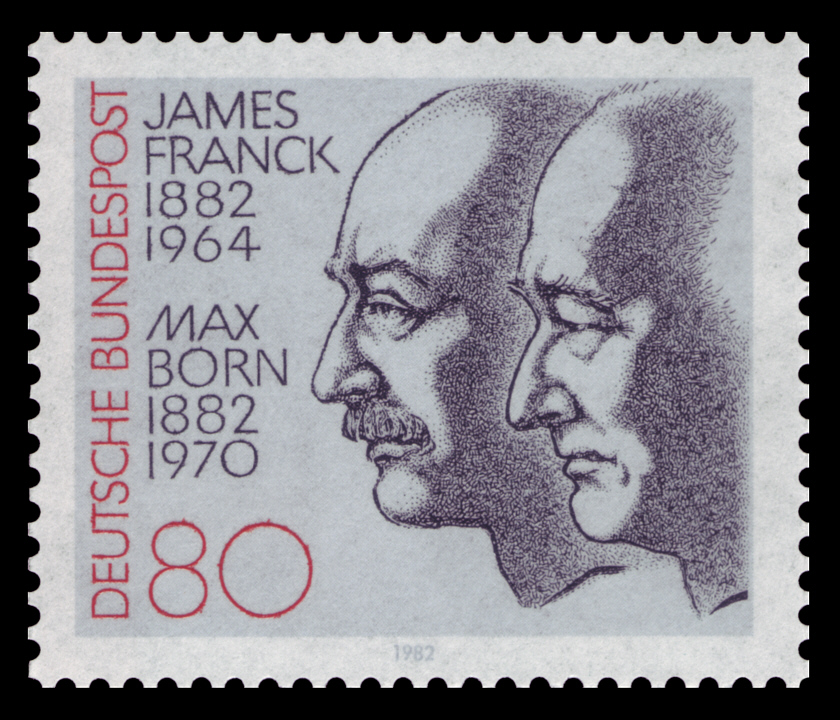
德國聯邦郵政發行的馬克斯·玻恩與詹姆斯·法蘭克百年誕辰紀念郵票

- 1924年，成為蘇聯科學院通訊院士（1934年成為名譽院士）[79][80][81]。
- 1929年，成為普鲁士科学院（今屬柏林-布蘭登堡科學與人文學院（德语：Berlin-Brandenburgische Akademie der Wissenschaften））院士。玻恩曾因納粹德國通過法西斯種族法律之故而於1942年被剝奪院士資格，至1946年繼承部分普魯士科學院傳統的東德科學院（英语：Akademie der Wissenschaften der DDR）成立後恢復[82]。
- 1934年，獲得劍橋大學喬治·斯托克斯爵士獎（英语：Sir George Stokes Award）[83]。
- 1937年，成為爱丁堡皇家学会院士[84]。
- 1939年，成為皇家學會院士[83][85]。
- 1945年，獲得愛丁堡皇家學會麥克杜格爾-布里斯班獎章（英语：Royal Society of Edinburgh#Makdougall Brisbane Prize）[註 2]和岡寧-維多利亞·朱比列獎（英语：Gunning Victoria Jubilee Prize）[83]。
- 1948年，獲得德国物理学会馬克斯·普朗克獎章[83]。
- 1950年，獲得皇家學會休斯奖章[83]。
- 1953年，成為哥廷根榮譽市民[83]。
- 1954年，獲得諾貝爾物理學獎[83][87][42]。
- 1955年，成為美国国家科学院院士[88]。
- 1956年，獲得胡果·格老秀斯獎章[83]。
- 1958年，成為利奥波第那科学院院士、名譽院士[89]。
- 1959年，獲得聯邦星級肩帶大十字勳章[90]，並成為美国文理科学院院士[91]。
- 1972年，德國物理學會與英国物理学会設立了馬克斯·玻恩獎（英语：Max Born Medal and Prize），每年頒發一次[92][93]。
- 1982年，哥廷根大学慶祝了玻恩和詹姆斯·法蘭克的百年誕辰[94]。
- 1990年發現的小行星13954以玻恩之名命名[95]。
- 1991年，柏林產學研合作協會（德语：Forschungsverbund Berlin）以玻恩之名設立了馬克斯·玻恩非線性光學與短週期光譜研究所（德语：Max-Born-Institut für Nichtlineare Optik und Kurzzeitspektroskopie）[96]。
- 2017年12月11日，由卡蒂·斯拉奇（Kati Szilagyi）設計的Google涂鸦登上Google首頁，慶祝玻恩的135周年誕辰[97]。

## 著作
玻恩一生中寫過許多科普及理論相關的書籍，其中有關原子物理和光學的書籍特別受歡迎，並成為了相應領域中的經典。下面列出一些玻恩的主要著作：
- 《關於湯姆森原子模型》（Über das Thomson'sche Atommodell）：此特許任教資格論文於1909年10月23日在哥廷根大學完成[98]。
- 《愛因斯坦之相對論及其物理基礎（德语：Die Relativitätstheorie Einsteins）》：1920年初版，以玻恩在法蘭克福大學的講座內容為基礎編集而成[99]。英文版名為《愛因斯坦之相對論》（Einstein's Theory Of Relativity），於1924年初版[100]。
- 《晶格動力學》（Dynamik der Kristallgitter）：1915年初版。在本書出版後，阿諾·索末菲請玻恩以其為基礎為他的《數學百科全書》（Mathematical Encyclopedia）第五冊撰寫文章。不過玻恩的寫作進度因為第一次世界大戰而延遲，於1919年開始，至1922年方完成寫作。這個版本的文章以《固態原子理論》（Atomic Theory of Solid States）之名出版[101]。
- 《原子力學講座》（Vorlesungen über Atommechanik）：1925年初版[102]。英文版名為《原子力學》（Mechanics of the Atom），由J·W·費雪（J. W. Fisher）翻譯、道格拉斯·哈特里修訂，1927年初版[103][104]。
- 《原子動力學的問題》（Problems of Atomic Dynamics）：1926年初版，為矩陣力學描述在德國發展的濫觴，以玻恩自1925年底至1926年初約三個月期間在麻省理工學院的講座內容為基礎編集而成[105]。
- 《初級量子力學（原子力學講座第二卷）》（Elementare Quantenmechanik (Zweiter Band der Vorlesungen über Atommechanik)）：與帕斯夸爾·約爾旦共同撰寫，1930年初版。本書原先預計成為一個兩卷系列書籍中的第一卷，內容主要為玻恩和約爾旦在矩陣力學上的工作；第二卷的內容原定與埃爾溫·薛丁格的波動力學工作相關，不過事實上玻恩根本沒有寫第二卷的打算，因為他以為他的好友兼同事赫爾曼·魏爾已經先把第二卷給寫出來了[106]。
- 《光學：電磁光理論教科書》（Optik: Ein Lehrbuch der elektromagnetische Lichttheorie）：1933年初版，此時期玻恩正由德國移往英國[102]。
- 《現代物理學》（Moderne Physik）：1933年初版，以玻恩在柏林高等工業學院（今柏林工業大學）的七場講座內容為基礎編集而成[107]。英文版名為《原子物理》（Atomic Physics），由約翰·杜格爾（英语：John Dougall (mathematician)）翻譯及修訂，1935年初版，至1969年八版[108]。
- 《永不停息的宇宙》（The Restless Universe）：1935年初版，1951年後不再再版[109]。玻恩的姪子、柏林著名建築師奧托·柯尼斯堡（英语：Otto Königsberger）曾在受納粹壓迫而移往英國時被找來為此書繪圖[107]。
- 《物理實驗與理論》（Experiment and Theory in Physics）：1943年初版[110]。
- 《因果之自然哲學》（Natural Philosophy of Cause and Chance）：1949年初版，以玻恩於1948年在牛津大學莫德林學院的韋恩弗萊特講座內容為基礎編集而成[111]。1964年的版本新增了兩章附錄，一章名為「象徵與現實」（"Symbol and Reality"），另一章則是玻恩1964年在德國林道的諾貝爾獎得主會議上所做的演講內容[102]。此演講的音檔現可於林道諾貝爾獎得主會議（英语：Lindau Nobel Laureate Meetings）的官方網站上存取[112]。
- 《液體動力學概論》（A General Kinetic Theory of Liquids）：與赫爾伯特·S·格林（英语：Herbert S. Green）共同撰寫，1949年初版。本書中的六篇論文經《皇家學會報告》方面許可轉載。
- 《晶格動力學理論（英语：Dynamical Theory of Crystal Lattices）》：與黃昆共同撰寫，1954年初版。中文版本由葛惟錕和賈惟義翻譯，1989年初版[113]。兩者至今仍持續再版。
- 《量子力學之統計詮釋》（The statistical interpretation of quantum mechanics）：玻恩的1954年諾貝爾獎演講[42]。
- 《我這一代的物理》（Physik im Wandel meiner Zeit）：1956年初版。英文版（Physics in my Generation）於1969年初版[114]。
- 《光學原理：光的傳播、干涉和衍射之電磁理論》（Principles of Optics: Electromagnetic Theory of Propagation, Interference and Diffraction of Light）：與埃米爾·沃爾夫（英语：Emil Wolf）共同撰寫，1959年出版。本書並不是1933年《光學：電磁光理論教科書》的英文翻譯版本，而是一本全新撰寫的書籍；第二次世界大戰後不久，玻恩接受一些科學家的建議，將他的工作成果和近年來光學領域的研究進展編集成書。沃爾夫擔任他在著作上的私人助理[115]。
- 《物理與政治》（Physik und Politik）：1960年初版[116]。
- 《證明矩陣力學的合理性》（Zur Begründung der Matrizenmechanik）：與維爾納·海森堡和帕斯夸爾·約爾旦共同撰寫，1962年初版，慶祝玻恩80歲生日。本書重新印製了三人自1924年至1926年間在《物理學雜誌（英语：Zeitschrift für Physik）》第26、33和35期中刊登的矩陣力學相關論文[117]。
- 《科學家的責任》（Von der Verantwortung des Naturwissenschaftlers）：1965年初版。《我的生活和我的看法：一位諾貝爾物理學獎得主撩人地以廣泛的主題寫作》（My Life and My Views: A Nobel Prize Winner in Physics Writes Provocatively on a Wide Range of Subjects，1968年初版）一書中的第二章內容自本書翻譯[118]。
- 《自1916年至1955年之間的通訊，由馬克斯·玻恩注釋》：與妻子海德薇和阿爾伯特·愛因斯坦共同撰寫，1969年初版。英文版名為《玻恩-愛因斯坦信件：阿爾伯特·愛因斯坦及馬克斯與海德薇·玻恩自1916年至1955年之間的通訊，由馬克斯·玻恩注釋》，1971年初版[119]。
- 《我的一生：一位諾貝爾獎得主的回憶錄》（Mein Leben: Die Erinnerungen des Nobelpreisträgers）：玻恩的回憶錄，1975年初版。英文版（My Life: Recollections of a Nobel Laureate）於1978年初版[120]，目前已不再再版。

關於玻恩發表過的論文的完整列表，請參見HistCite的資料，專著作品的完整列表則請參見柏林-布蘭登堡科學與人文學院圖書館的資料。

### 文獻
- Born, M.; Jordan, P. . Zeitschrift für Physik（英语：Zeitschrift für Physik）. 1925, 34: 858－888. Bibcode:1925ZPhy...34..858B. doi:10.1007/BF01328531 （德语）.
- Born, M. . Zeitschrift für Physik. 1926, 37 (12): 863－867. Bibcode:1926ZPhy...37..863B. doi:10.1007/BF01397477 （德语）.
- Born, G. V. R. . Notes and Records（英语：Notes and Records）. 2002, 56 (2): 219－262. JSTOR 3557669. doi:10.1098/rsnr.2002.0180 （英语）.
- Greenspan, Nancy Thorndike. . New York: Basic Books（英语：Basic Books）. 2005. ISBN 9780738206936. OCLC 56534998 （英语）. 网址－维基内链冲突 (帮助) 德文版：《馬克斯·玻恩：量子世界的建造者。一部傳記》（Max Born：Baumeister der Quantenwelt. Eine Biographie）. Spektrum Akademischer Verlag. 2005. ISBN 382741640X （德文）.
- Kemmer, N.; Schlapp, R. . Biographical Memoirs of Fellows of the Royal Society（英语：Biographical Memoirs of Fellows of the Royal Society）. 1971, 17: 17－52. doi:10.1098/rsbm.1971.0002 （英语）.
- Born, M. . Annalen der Physik. 1909, 335 (11): 1－56. Bibcode:1909AnP...335....1B. doi:10.1002/andp.19093351102 （德语）.
- Jungnickel, Christa; McCormmach, Russell. . Chicago: University of Chicago Press. 1986. ISBN 9780226415857. OCLC 489992471 （英语）.
- Born, M.; Born, M. E. H. & Einstein, A. . I. Born, trans. London: Macmillan. 1971. ISBN 9780802703262 （英语）. 网址－维基内链冲突 (帮助)
- Heisenberg, W. . Zeitschrift für Physik. 1925, 33 (1): 879－893. Bibcode:1925ZPhy...33..879H. doi:10.1007/BF01328377 （德语）.
- Segrè, Emilio. . San Francisco: W. H. Freeman and Company（英语：W. H. Freeman and Company）. 1980. ISBN 9780716711476. OCLC 5946636 （英语）.
- Pais, Abraham. . Oxford: Clarendon Press. 1991. ISBN 9780198520498 （英语）.
- Jammer, Max. . New York: McGraw-Hill Education（英语：McGraw-Hill Education）. 1966. OCLC 534562 （英语）.
- Born, M.; Heisenberg, W.; Jordan, P. . Zeitschrift für Physik. 1925, 35 (557－615): 557. Bibcode:1926ZPhy...35..557B. doi:10.1007/BF01379806 （德语）.
- Born, Max. . New York: Springer-Verlag. 1969. ISBN 038790008X. OCLC 53116 （英语）.
- Bernstein, Jeremy. . American Journal of Physics（英语：American Journal of Physics）. 2005, 73 (11): 999－1008. Bibcode:2005AmJPh..73..999B. doi:10.1119/1.2060717 （英语）.

## 外部連結
- Nobel Prize - Max Born - Biographical （页面存档备份，存于） （英文）
- American Institute of Physics - William F. Meggers Gallery of Nobel Laureates - Max Born （页面存档备份，存于） （英文）
- Encyclopædia Britannica - Max Born （页面存档备份，存于） （英文）
- Nobel-winners - Max Born （页面存档备份，存于） （英文）
- Georg-August-Universität Göttingen - Max Born （页面存档备份，存于） （英文）
  - Max Born - Leben und Werk e-book （页面存档备份，存于） （德文）
- The University of Edinburgh - Max Born （页面存档备份，存于） （英文）
- Springer Link - Recollections of Max Born （页面存档备份，存于） （英文）
- Max Born presentation - Optical Problems - 1959 Lindau Nobel Laureate Meetings （页面存档备份，存于） （德文）
- University of Cambridge - Born identity revealed in newly-opened archive （页面存档备份，存于） （英文）
- Freeview video of Gustav Born (son of Max) with conversation and film on Gustav's memories of his father by the Vega Science Trust （英文）
- 在Find a Grave上的马克斯·玻恩 （英文）